# Суконная слобода (станция метро)
«Суко́нная слобода́» (тат. Сукно бистәсе) — станция Казанского метрополитена, расположена между станциями «Площадь Тукая» и «Аметьево». Названа по историческому району, в котором располагается.
Станция открыта 27 августа 2005 года в составе первого пускового участка Казанского метрополитена «Горки» — «Кремлёвская».

## Техническая характеристика
«Суконная слобода» — колонная (14 пар колонн), трёхпролётная станция мелкого заложения, с одной островной платформой, построенной из монолитного железобетона.

## Строительство
Станция была построена в составе первой очереди первой линии метро вместе с 4 другими станциями. При этом, как и на станции «Кремлёвская», строительству сильно мешали грунтовые воды.

## Вестибюли и пересадки

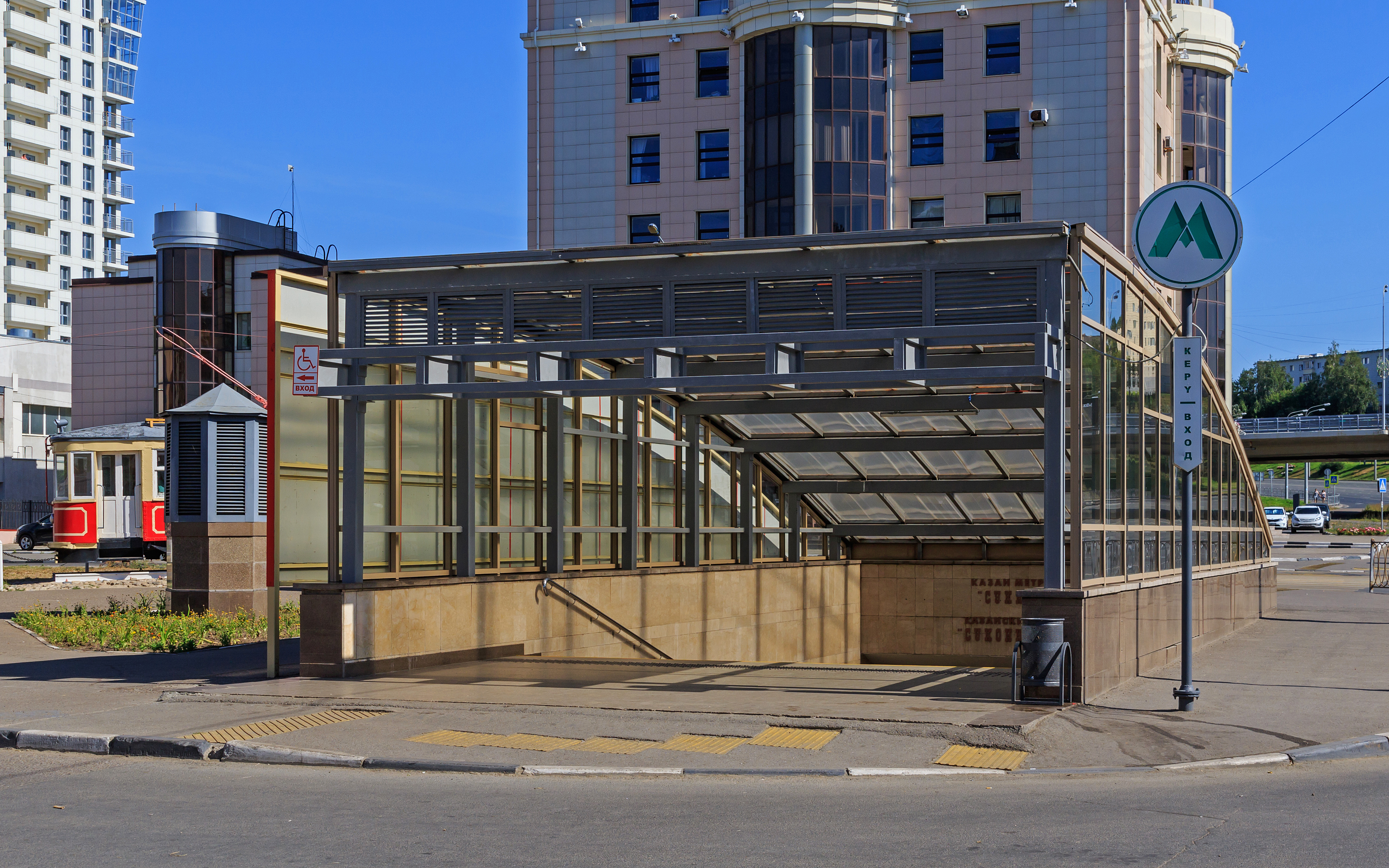
Вход на станцию

Станция имеет два подземных вестибюля, соединённых с платформой лестничными маршами. В спуске северного вестибюля имеется пандус и установлен платформенный подъёмно-транспортный механизм, пригодный для инвалидов и других пассажиров с ограниченными функциями.
Из северного вестибюля, открытого лишь 19 октября 2011 года, имеется один выход на Петербургскую улицу в направлении к центру.
Из южного вестибюля имеется один выход к улице Нурсултана Назарбаева (часть Малого Казанского кольца) и предусмотрен ход в планируемый подземный переход под перекрёстком улиц Петербургской и Эсперанто со входом-выходом за улицей Эсперанто. Вестибюль был закрыт для пассажиров с 19 октября 2011 года по 23 марта 2013 года.
Также в северной части станции предусмотрен задел для пересадочного перехода на станцию третьей (Приволжской) линии метро.

## Оформление
Станция построена в коричнево-кремовой гамме, в классическом стиле, показывая атмосферу Суконной слободы XVIII—XIX века.
Принципиальные решения интерьера заложены в эскизном проекте-победителе конкурса на разработку интерьеров станции в составе авторского коллектива: архитектор Мустафин А. М., студенты-архитекторы Мухаметзянов Т. Ф., Мустафина А. А., инженер Хисамов Р. Р., 2001 год.

## Привязка общественного транспорта

### Автобус
| №  | Пересадки                        | Конечный пункт 1            | Конечный пункт 2                |
| -- | -------------------------------- | --------------------------- | ------------------------------- |
| 1  | Площадь Тукая                    | Речной порт                 | Жилой массив Дербышки           |
| 4  | Горки                            | Жилой массив Новая Сосновка | Ферма-2                         |
| 25 |                                  | Жилой массив Дербышки       | Улица Техническая               |
| 43 | Северный вокзал Авиастроительная | Улица Техническая           | улица Химическая                |
| 71 |                                  | Горбольница № 5             | Жилой микрорайон Константиновка |

## Окружение
Рядом со станцией расположено многоэтажное здание инженерного корпуса метрополитена и офиса МУП «Метроэлектротранс», а также Аллея Славы МУП «Метроэлектротранс» с экспозицией исторических трамвайных вагонов, памятным барельефом и Деревом любви.